# Munsterská republika
Munsterská republika byl termín používaný irskými republikány, který odkazoval na území v provincii Munster na začátku irské občanské války. Tato republika nikdy o sobě netvrdila, že je stát jako takový, ale byla základem pro republikány, kteří měli za cíl vytvořit Irsku republiku, která by zahrnovala celý irský ostrov.
Po prvním týdnu bojů v občanské válce (28. červen-5. červenec 1922) byl Dublin v rukou těch, kteří podporovali britsko-irskou smlouvu a Irský svobodný stát. Hlavní baštou protidohodových sil se tedy stala samozvaná münsterská republika složená z krajů jižně od linie mezi městy Limerick a Waterford. Vrchní velitel republikánů–Liam Lynch–doufal, že použije republiku jako prostředek vyjednání nové smlouvy s Brity a v ideálním případě jak rekonstrukci Irské republiky. Pro tento obranný postoj byl Lynch velmi kritizován některými dalšími republikány, kteří cítili, že by měli jednat útočně a ukončit tak válku co nejrychleji.
Ale protidohodové straně (která byla podporována velkou skupinou z Irské republikánské armády) chybělo dělostřelectvo a obrněné vozy, které si navíc musel Irský svobodný stát půjčit od Britů. Svobodný stát začal ofenzívu proti munsterského republice v červenci 1922. Limerick a Waterford byly získány snadno a poslední hrabství Cork bylo získáno 10. srpna 1922. Rebelové se pak rozptýlili po venkově a pokračovali až do dubna 1923 v partyzánské válce.